# Роки Бој Вест (Монтана)
Роки Бој Вест (енгл. Rocky Boy West) насељено је место без административног статуса у америчкој савезној држави Монтана.

## Демографија
По попису из 2010. године број становника је 890.
| Група             | 2000.    | 2010.     |
| Белци             | 0 (0,0%) | 10 (1,1%) |
| Афроамериканци    | 0 (0,0%) | 0 (0,0%)  |
| Азијати           | 0 (0,0%) | 0 (0,0%)  |
| Хиспаноамериканци | 0 (0,0%) | 37 (4,2%) |
| Укупно            | 0        | 890       |